# پایگاه هوایی یاکوتا
پایگاه هوایی یاکوتا (به انگلیسی: Yokota Air Base) یک فرودگاه است. این فرودگاه در شهر فوسا، توکیو کشور ژاپن قرار دارد. این پایگاه، مقر اصلی نیروی هوایی پنجم و نیروهای ایالات متحده آمریکا در ژاپن است.